# Psodos quadrifaria
Psodos quadrifaria, auch Riesengebirgsspanner genannt, ist ein Schmetterling (Nachtfalter) aus der Familie der Spanner (Geometridae).

## Merkmale

### Falter
Die Flügelspannweite der Falter beträgt etwa 18 bis 25 Millimeter. Vorder- sowie Hinterflügel sind glänzend schwarzbraun gefärbt und aufgrund der sehr auffälligen orangegelben bis hellgelben, breiten Querbinden in der Postdiskalregion unverwechselbar. An den Rändern befinden sich schwarzbraune Fransensäume. Die Fühler sind bei beiden Geschlechtern borstenförmig, bei den Männchen kurz bewimpert. Der Rüssel ist gut entwickelt. Wegen der flach gewölbten Stirn wird die Art in der Schweiz gelegentlich auch als „Gelbgeränderter Flachstirnspanner“ bezeichnet.

### Raupe, Puppe
Erwachsene Raupen sind bräunlich gefärbt, haben dunkle Schrägstriche und einen hellen Seitenstreifen. Die Puppe zeigt eine helle, rötliche Tönung und dunkel geaderte Flügelscheiden.

## Verbreitung und Lebensraum
Die Art kommt in höheren Lagen der Alpen, der Pyrenäen, der Hohen Tatra und des Balkangebirges mitunter recht zahlreich vor, gebietsweise auch im Riesengebirge. Sie wurde deshalb auch als „Riesengebirgsspanner“ bezeichnet. Dieser deutsche Name ist jedoch irreführend, da die Art überwiegend in anderen Gebieten vorkommt. Psodos quadrifaria steigt bis auf Höhen von 2700 Metern. Schwerpunktmäßiger Lebensraum sind bergige Magerwiesen oberhalb der Waldgrenze.

## Lebensweise
Die Falter sind tagaktiv, fliegen gerne im Sonnenschein, ruhen mit flach ausgebreiteten Flügeln an der Vegetation und sind in einer Generation von Ende Mai bis Mitte August anzutreffen. Die Raupen ernähren sich von den Blättern verschiedener niedriger Pflanzen und überwintern.

## Gefährdung
In Deutschland kommt Psodos quadrifaria nur in den bayerischen Alpen vor, an einigen Stellen sehr zahlreich. Die Art wird deshalb auf der Roten Liste gefährdeter Arten als nicht gefährdet eingestuft. Ältere Angaben aus Baden-Württemberg sind zweifelhaft, da die Berge dort nicht die Höhen erreichen, die ein bodenständiges Vorkommen erwarten lassen.